# Menhirs de Keranscot
Les menhirs de Keranscot, appelés Men-Bras et Men-Bihan, sont deux menhirs situé à moins de 200 m l'un de l'autre sur la commune de Trégrom dans le département français des Côtes-d'Armor.

## Description
Les deux menhirs sont en granite de Plouaret. Le menhir, le plus au nord, dit Men-Bras ou Rochell-Brass mesure 6,50 m de hauteur pour une largeur maximale 3 m à la base. Seule sa face nord est très régulière. Le menhir Men-Bihan est situé à moins de 200 m au sud. il est légèrement incliné vers le sud. Il mesure 3,20 m de hauteur pour une largeur maximale à la base de 2,10 m.